# Италианска социална република
Вижте пояснителната страница за други значения на Сало.
Република Сало̀ (на италиански: Repubblica di Salò), по-разпространеното название на т.нар. Италианска социална република (Repubblica Sociale Italiana), е марионетен режим на германците в Северна Италия след съюзническото настъпление в Сицилия през Втората световна война. Негова глава е Бенито Мусолини. Съществува от 23 септември 1943 до капитулацията на германските сили в Италия на 2 май 1945 г. В градчето Сало на езерото Гарда са седалищата на Външното министерство и Министерството на народната култура, оттам и популярното име „Социалната република“.

## История
През юли 1943 г. Съюзниците правят десант в Южна Италия. Малко след това Мусолини е свален от власт и арестуван, но е освободен от десантна част, командвана от Ото Скорцени. Много скоро той основава в Сало Италианската социална република. Тя е сателит на Германия и на практика немците разполагат с властта. Освен това там са разположени и части на Вермахта, които да се бият срещу напредващите съюзници.
Бенито Мусолини стои начело на марионетната държава около две години.